# Johan Barne
Johan Mats Rikard Barne (Gotemburgo, 4 de abril de 1964) es un deportista sueco que compitió en vela en la clase Soling.
Ganó tres medallas en el Campeonato Mundial de Soling entre los años 1992 y 2000, y dos medallas en el Campeonato Europeo de Soling, plata en 1991 y bronce en 1992.
Participó en tres Juegos Olímpicos de Verano, entre los años 1992 y 2000, ocupando el quinto lugar en Barcelona 1992 y el séptimo en Sídney 2000, en la clase Soling.

## Palmarés internacional
| \| Campeonato Mundial \| Campeonato Mundial \| Campeonato Mundial \| Campeonato Mundial \| \| Año \| Lugar \| Medalla \| Clase \| \| ------------------ \| ------------------- \| ------------------ \| ------------------ \| \| 1992 \| Cádiz (España) \| Medalla de bronce \| Soling \| \| 1995 \| Kingston (Canadá) \| Medalla de plata \| Soling \| \| 2000 \| Murcia (España) \| Medalla de bronce \| Soling \| \| Campeonato Europeo \| \| \| \| \| Año \| Lugar \| Medalla \| Clase \| \| 1991 \| Pornichet (Francia) \| Medalla de plata \| Soling \| \| 1992 \| Cádiz (España) \| Medalla de bronce \| Soling \| |                     |                   |        |
| Campeonato Mundial |                     |                   |        |
| Año | Lugar               | Medalla           | Clase  |
| 1992 | Cádiz (España)      | Medalla de bronce | Soling |
| 1995 | Kingston (Canadá)   | Medalla de plata  | Soling |
| 2000 | Murcia (España)     | Medalla de bronce | Soling |
| Campeonato Europeo |                     |                   |        |
| Año | Lugar               | Medalla           | Clase  |
| 1991 | Pornichet (Francia) | Medalla de plata  | Soling |
| 1992 | Cádiz (España)      | Medalla de bronce | Soling |